# Guatteria australis
Guatteria australis är en kirimojaväxtart som beskrevs av A. St.-hil. Guatteria australis ingår i släktet Guatteria och familjen kirimojaväxter. Inga underarter finns listade i Catalogue of Life.